# Liste des évêques de Nyundo
Cette page présente la liste des évêques de Nyundo
Le vicariat apostolique de Nyundo, au Rwanda, est créé le 14 février 1952, par détachement du vicariat apostolique du Rwanda (Ruanda à l'époque).
Il est érigé en diocèse de Nyundo (de) (Dioecesis Nyundoensis) le 10 novembre 1959. Son territoire est réduit par deux fois en 1960 et 1981 pour donner naissance respectivement aux diocèses de Ruhengeri (de) et de Cyangugu. 

## Vicaire apostolique
- 14 février 1952-10 novembre 1959 : Aloys Bigirumwami

## Évêques
- 10 novembre 1959-17 décembre 1973 : Aloys Bigirumwami, promu évêque.
- 17 décembre 1973-10 avril 1976 : Vincent Nsengiyumva
- 9 décembre 1976-2 janvier 1997 : Wenceslas Kalibushi
- 2 janvier 1997-11 mars 2016 : Alexis Habiyambere
- depuis le 11 mars 2016 : Anaclet Mwumvaneza

## Sources
- Fiche du diocèse sur le site catholic-hierarchy.org